# کارمن لی
کارمن لی (انگلیسی: Carman Lee) یک هنرپیشه اهل کشور هنگ کنگ است. 